# Granåstjärnen (Idre socken, Dalarna, 687882-132209)
Granåstjärnen är en sjö i Älvdalens kommun i Dalarna och ingår i Dalälvens huvudavrinningsområde.